# Немања Оливерић
Немања Оливерић (Београд, 2. септембар 1983) српски је глумац.

## Биографија
Ишао је на студије економије које је напустио, те је завршио Факултет драмских уметности у Београду. Игра у позоришту Бошко Буха, а раније је такође играо и у Југословенском народном позоришту, установи културе Вук Караџић, Београдском драмском позоришту, Атељеу 212, Народном позоришту у Београду и Битеф театру. Бавио се и синхронизацијом цртаних филмова у студијима Лаудворкс и Студио. Након више гостујућих и споредних улога на ТВ-у, већу популарност стекао је играјући лик поштара Милета у хумористичкој ТВ серији „Комшије”. У браку је са глумицом Андријаном Тасић Оливерић и имају двоје деце.

## Филмографија
| Год.       | Назив                            | Улога                      |
| ---------- | -------------------------------- | -------------------------- |
| 2006.      | Један дан у белом                | Милан                      |
| 2007.      | Љубав, навика, паника            | Марко                      |
| 2007.      | Пасуљ                            | војник                     |
| 2007.      | Боксер иде у рај                 | дечак                      |
| 2007.      | Маска                            | Корнелије Станковић        |
| 2009.      | Љубав и мода: Еуроштикла         |                            |
| 2010.      | Куку, Васа                       | Сале                       |
| 2010.      | Мртав човек не штуца             |                            |
| 2011.      | Градска деца                     | Немања                     |
| 2014.      | Иза кулиса                       | Фредерик Далас/Филип Брент |
| 2015.      | Комуналци                        | клошар/хипстер             |
| 2015.      | Хоћу кусур, нећу жваку           |                            |
| 2015–2018. | Комшије                          | Миле                       |
| 2016.      | Слепи путник на броду лудака     | Бертолд                    |
| 2018.      | Пет                              | агент за некретнине        |
| 2018.      | Јутро ће променити све           | Јакша                      |
| 2019.      | Такси блуз                       | Бојан                      |
| 2019.      | Врата до врата                   | Неша                       |
| 2019.      | Реална прича                     | Дарко                      |
| 2019.      | Државни службеник                | чувар у амбасади           |
| 2020.      | Мама и тата се играју рата       | Дарко                      |
| 2020–2021. | Клан                             | Вања                       |
| 2022.      | Било једном у Србији             | Дине                       |
| 2022.      | Било једном у Србији (TВ серија) | Дине                       |
| 2021-.     | Радио Милева                     | Леон                       |
| 2021-2023. | Калкански кругови                | Љуба Стојковић             |
| 2023.      | Лако је Ралету                   | Марко                      |
| 2023.      | Заштита пре свега                | продавац                   |
| 2023.      | Покидан                          | менаџер Ане Марије         |
| 2024.      | Дрим тим                         | Кончар                     |
| 2024.      | Девојачко вече                   | Ђоле                       |
| 2024.      | Ожиљак (серија)                  | Иван                       |
| 2024-2025. | Изазов (серија)                  | Марко                      |
| 2025.      | Кафана на Балкану (ТВ серија)    | менаџер Ане Марије         |
| 2025.      | На рубу памети                   | Орхан Домазет              |
| 2025.      | Зваћеш се Варвара                | инспектор Гарић            |
| 2025.      | Пасјача (ТВ серија)              | доктор Марко               |